# Michael Houghton

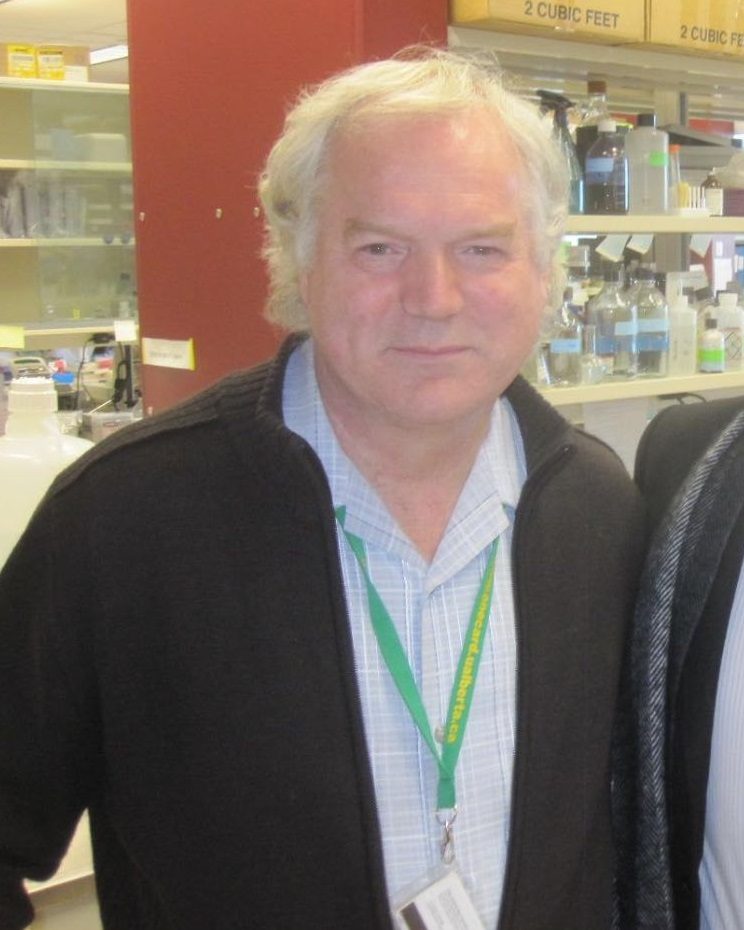
Michael Houghton (2017)

Sir Michael A. Houghton (* 1949 in England) ist ein britischer Biochemiker und Virologe, bekannt für seine Beteiligung an der Entwicklung eines Hepatitis-C-Tests.
Houghton stammte aus der Arbeiterklasse, sein Vater war Gewerkschaftsfunktionär und Lastwagenfahrer. Er war ein guter Schüler und wurde mit 15 Jahren nach der O-Stufen-Prüfung in eine Privatschule aufgenommen, absolvierte die A-Stufen-Prüfungen in Oxford und Cambridge, entschied sich dann aber wegen des guten Biologieprogramms für die University of East Anglia. Houghton studierte Biologie an der University of East Anglia (Bachelor 1972) und wurde 1977 am King’s College London promoviert. Danach war er an den Searle Research Laboratories in Buckinghamshire, bevor er 1982 Leiter der Non-A-non-B-Hepatitis-Abteilung bei Chiron Corporation wurde. Ab 2010 war er an der University of Alberta auf einem Canada Excellence Research Chair in Virologie und als Li Ka Shing Professor für Virologie. Er ist dort Direktor des Li Ka Shing Applied Virology Institute.
Nachdem Daniel W. Bradley vom CDC Anfang der 1980er Jahre das Hepatitis-C-Virus (damals noch Non A, Non B genannt) aus Schimpansen-Serum isoliert hatte, konnte es Houghton (in Zusammenarbeit mit Bradley) bei Chiron in Teilen klonieren und einen Test entwickeln, der Anfang der 1990er Jahre zum Einsatz kam und den Test von Blutkonserven gegen den Leberzirrhose und Leberkrebs erzeugenden Erreger ermöglichte.
Zu seinem Team bei Chiron gehörten Qui-Lim Choo (Senior Scientist bei Chiron) und George Kuo (Leiter der Immun-Chemie bei Chiron).
1993 erhielt er den Robert-Koch-Preis mit Bradley und Hans-Georg Rammensee. 1992 erhielt er mit Choo, Kuo und anderen den Karl Landsteiner Memorial Award der American Association of Blood Banks (AABB). Außerdem erhielt er 1994 den William Beaumont Prize der American Gastroenterological Association. Für 2013 wurde ihm ein Canada Gairdner International Award zugesprochen, den er aber ablehnte, weil seine Kollegen Choo und Kuo nicht ebenfalls ausgezeichnet wurden.
Für die Entdeckung des Hepatitis-C-Virus wurde Houghton 2020 gemeinsam mit Harvey J. Alter und Charles M. Rice der Nobelpreis für Physiologie oder Medizin zuerkannt. 2021 wurde er zum Ritter geschlagen.

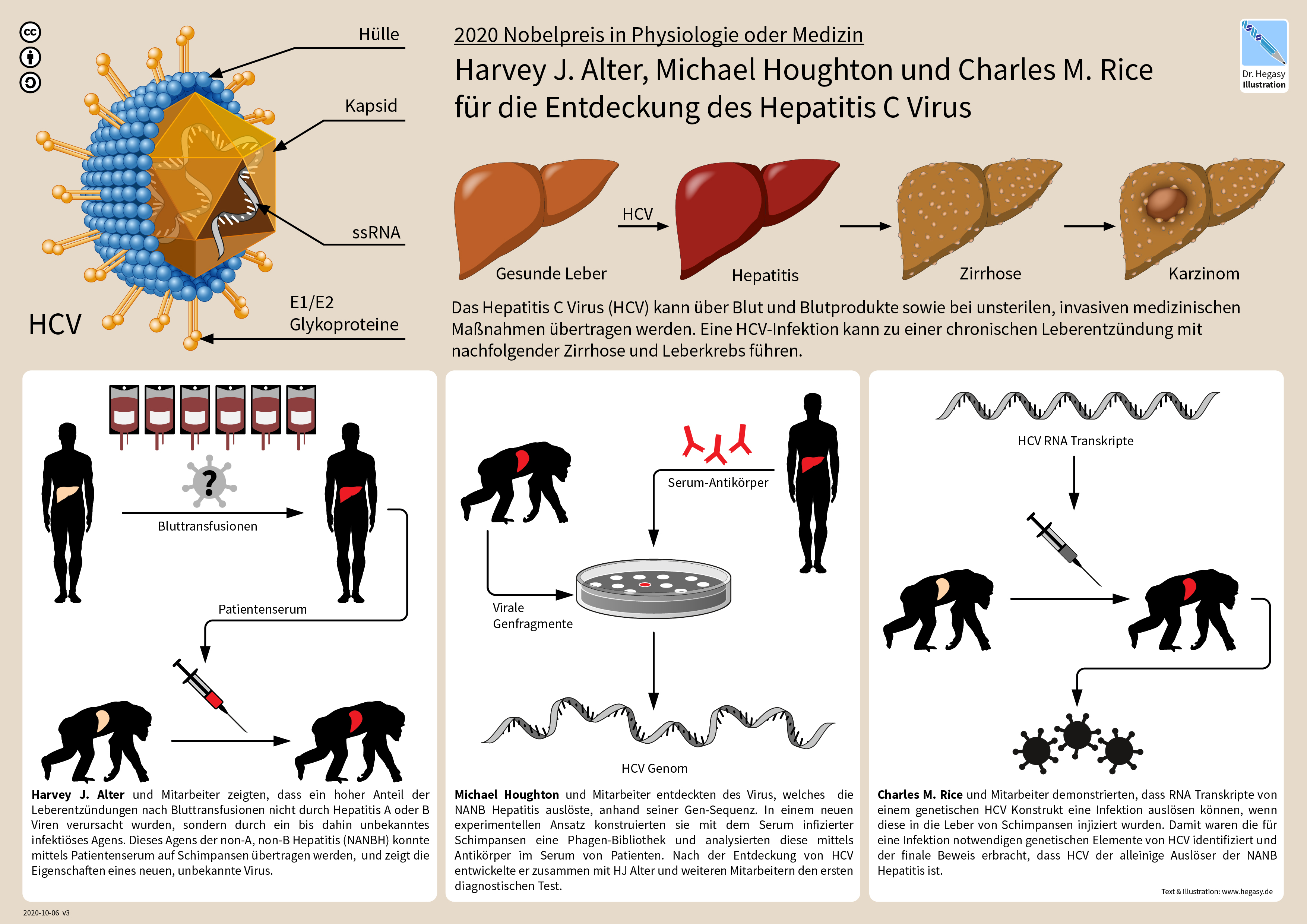
Nobelpreis in Physiologie oder Medizin 2020: Entdeckung und Charakterisierung des Hepatitis C Virus durch H.J. Alter, M. Houghton und C.M. Rice